# Мухаммет Акденіз
Мухаммет Акденіз (тур. Muhammet Akdeniz; нар. 20 листопада 1995) — турецький борець вільного стилю, бронзовий призер чемпіонату Європи, срібний призер Ігор ісламської солідарності, чемпіон світу серед студентів, бронзовий призер чемпіонату світу серед молоді, бронзовий призер чемпіонату Європи серед молоді.

## Спортивні результати на міжнародних змаганнях

### Виступи на Чемпіонатах світу
| Змагання                        | Збірна    | Вагова категорія          | Місце |
| ------------------------------- | --------- | ------------------------- | ----- |
| Чемпіонат світу з боротьби 2022 | Туреччина | вільна боротьба, до 79 кг | 20    |

### Виступи на Чемпіонатах Європи
| Змагання                         | Збірна    | Вагова категорія          | Місце  |
| -------------------------------- | --------- | ------------------------- | ------ |
| Чемпіонат Європи з боротьби 2022 | Туреччина | вільна боротьба, до 79 кг | Бронза |
| Чемпіонат Європи з боротьби 2023 | Туреччина | вільна боротьба, до 79 кг | 14     |

### Виступи на Іграх ісламської солідарності
| Змагання                          | Збірна    | Вагова категорія          | Місце  |
| --------------------------------- | --------- | ------------------------- | ------ |
| Ігри ісламської солідарності 2022 | Туреччина | вільна боротьба, до 79 кг | Срібло |

### Виступи на Чемпіонатах світу серед студентів
| Змагання                                        | Збірна    | Вагова категорія          | Місце  |
| ----------------------------------------------- | --------- | ------------------------- | ------ |
| Чемпіонат світу з боротьби серед студентів 2018 | Туреччина | вільна боротьба, до 74 кг | Золото |

### Виступи на інших змаганнях
| Змагання                                            | Збірна    | Вагова категорія                 | Місце  |
| --------------------------------------------------- | --------- | -------------------------------- | ------ |
| Турнір Яшара Догу 2016                              | Туреччина | вільна боротьба, до 70 кг        | 13     |
| Турнір Яшара Догу 2017                              | Туреччина | вільна боротьба, до 70 кг        | 7      |
| Турнір Г. Картозія і В. Балавадзе 2017              | Туреччина | вільна боротьба, до 70 кг        | 5      |
| Інтерконтинентальний кубок з боротьби 2017          | Туреччина | вільна боротьба, до 70 кг        | 12     |
| Гран-прі «Іван Яригін» 2018                         | Туреччина | вільна боротьба, до 74 кг        | 9      |
| Турнір Дана Колова — Николи Петрова 2018            | Туреччина | вільна боротьба, до 74 кг        | 5      |
| Турнір Г. Картозія і В. Балавадзе 2018              | Туреччина | вільна боротьба, до 74 кг        | 20     |
| Київський Міжнародний турнір з боротьби 2019        | Туреччина | вільна боротьба, до 74 кг        | 10     |
| Турнір Яшара Догу 2020                              | Туреччина | вільна боротьба, до 74 кг        | 10     |
| Літні Дефлімпійські ігри 2022                       | Туреччина | греко-римська боротьба, до 77 кг | Срібло |
| Меморіал Маттео Пелліконе 2022                      | Туреччина | вільна боротьба, до 79 кг        | 5      |
| Турнір Дана Колова — Николи Петрова 2023            | Туреччина | вільна боротьба, до 79 кг        | 11     |
| Турнір Яшара Догу, Вехбі Емре і Гаміта Каплана 2023 | Туреччина | вільна боротьба, до 79 кг        | Золото |
| Меморіал Імре Поляка та Яноша Варги 2023            | Туреччина | вільна боротьба, до 79 кг        | 10     |
| Серія пляжної боротьби 2023                         | Туреччина | пляжна боротьба, до M80 кг       | Бронза |
| Турнір Яшара Догу, Вехбі Емре і Гаміта Каплана 2024 | Туреччина | вільна боротьба, до 79 кг        | 5      |

### Виступи на змаганнях молодших вікових груп
| Змагання                                      | Збірна    | Вагова категорія          | Місце  |
| --------------------------------------------- | --------- | ------------------------- | ------ |
| Чемпіонат Європи з боротьби серед молоді 2016 | Туреччина | вільна боротьба, до 70 кг | Бронза |
| Чемпіонат Європи з боротьби серед молоді 2017 | Туреччина | вільна боротьба, до 70 кг | 5      |
| Чемпіонат світу з боротьби серед молоді 2017  | Туреччина | вільна боротьба, до 70 кг | Бронза |
| Чемпіонат Європи з боротьби серед молоді 2018 | Туреччина | вільна боротьба, до 74 кг | 14     |
| Чемпіонат світу з боротьби серед молоді 2018  | Туреччина | вільна боротьба, до 74 кг | 9      |